# Mont Saint-Frieux
Le mont Saint-Frieux, culminant à 153 m d'altitude, est situé sur la côte d'Opale, au bord de la Manche, sur le territoire de la commune de Neufchâtel-Hardelot. Le site naturel est une zone naturelle d'intérêt écologique, faunistique et floristique (ZNIEFF) appartenant au parc naturel régional des caps et marais d'Opale et bordant le parc naturel marin des estuaires picards et de la mer d'Opale. Il est la propriété du Conservatoire du littoral.
Le complexe dunaire, le plus vaste du département avec près de 1 500 ha, constitue un site naturel protégé très touristique de la côte d'Opale (100 000 visiteurs par an). Il est l'un des rares sites européens de dunes plaquées sur une falaise crayeuse morte.

## Accès et panorama

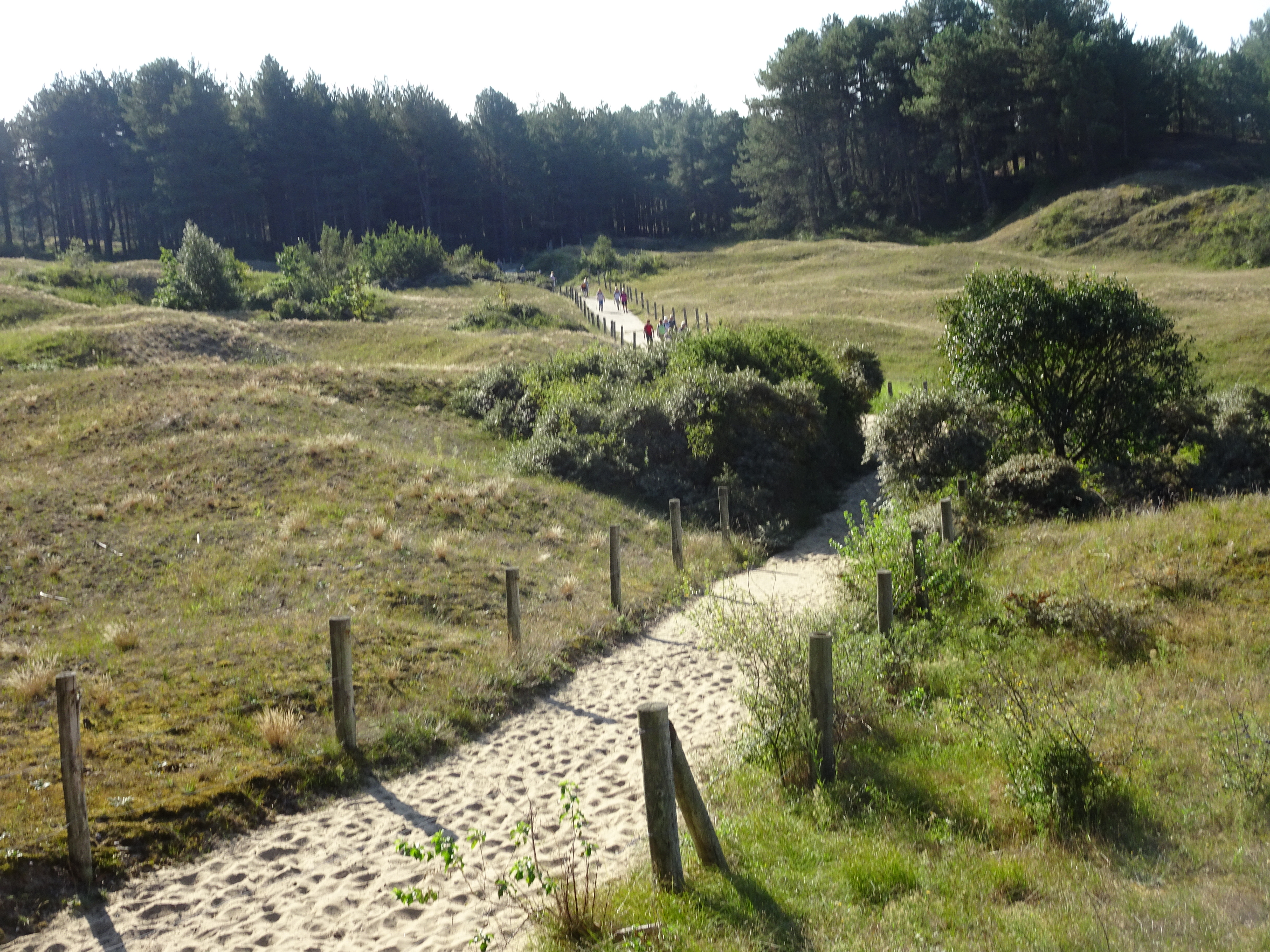
Sentier en direction du sommet du mont.

Le mont Saint-Frieux est accessible à partir du village de Neufchâtel via la RD 940 ou à pied à partir du nord de Dannes ou du sud de la station d'Hardelot-Plage. Certaines parties du site sont interdites au public par mesure de protection de raretés patrimoniales floristiques et faunistiques.
Le mont Saint-Frieux offre un panorama remarquable à 360°, d'Équihen à la baie d'Authie, sur le Boulonnais, le rebord du plateau de l'Artois, le trait de la côte d'Opale, avec les estuaires picards (Canche et Authie) et les mollières, et sur la Manche et les côtes anglaises. Plusieurs sentiers — « de la pomme d’or », « des chablis » et « du mont Saint Frieux » — sont ouverts aux touristes, aux randonneurs et aux naturalistes (interdits aux chiens).

## Caractéristiques géologiques et géomorphologiques
La mosaïque de milieux naturels du point de vue du mont Saint-Frieux est vaste en raison des caractéristiques géologiques, géomorphologiques et édaphiques diversifiées. Les estrans et estuaires de la plaine maritime comme les cordons dunaires et le bas champs sont gouvernés par la Manche auxquels s'ajoutent les coteaux calcaires et les dunes récentes plaquées sur les falaises fossiles du rebord du plateau de l'Artois.
Le terme toponymique de « mont » correspond à l'aspérité topographique des dunes plaquées sur une falaise fossile.

### Falaise fossile et coteaux calcaires
L’escarpement du plateau d’Artois offre des coteaux calcaires et une falaise fossile. Les coteaux de Dannes et Camiers constituent un versant crayeux abrupt et festonné en un ensemble paysager et écologique continu. Les longs versants étagés de rideaux bocagers abritent une mosaïque de milieux calcicoles encore assez ouverts avec de nombreux espaces de pelouses et de pelouses-ourlets.
Au pied du mont, plusieurs sources alimentent des prairies, marais et étangs tourbeux. L'alimentation en eau des milieux ont trois origines : la nappe superficielle, le coin salé issu de l'eau de mer et la nappe de la craie.
Les falaises crétacées sont fossilisées par les dunes poussées par le vent, à environ 2 km du rivage.

### Complexe dunaire

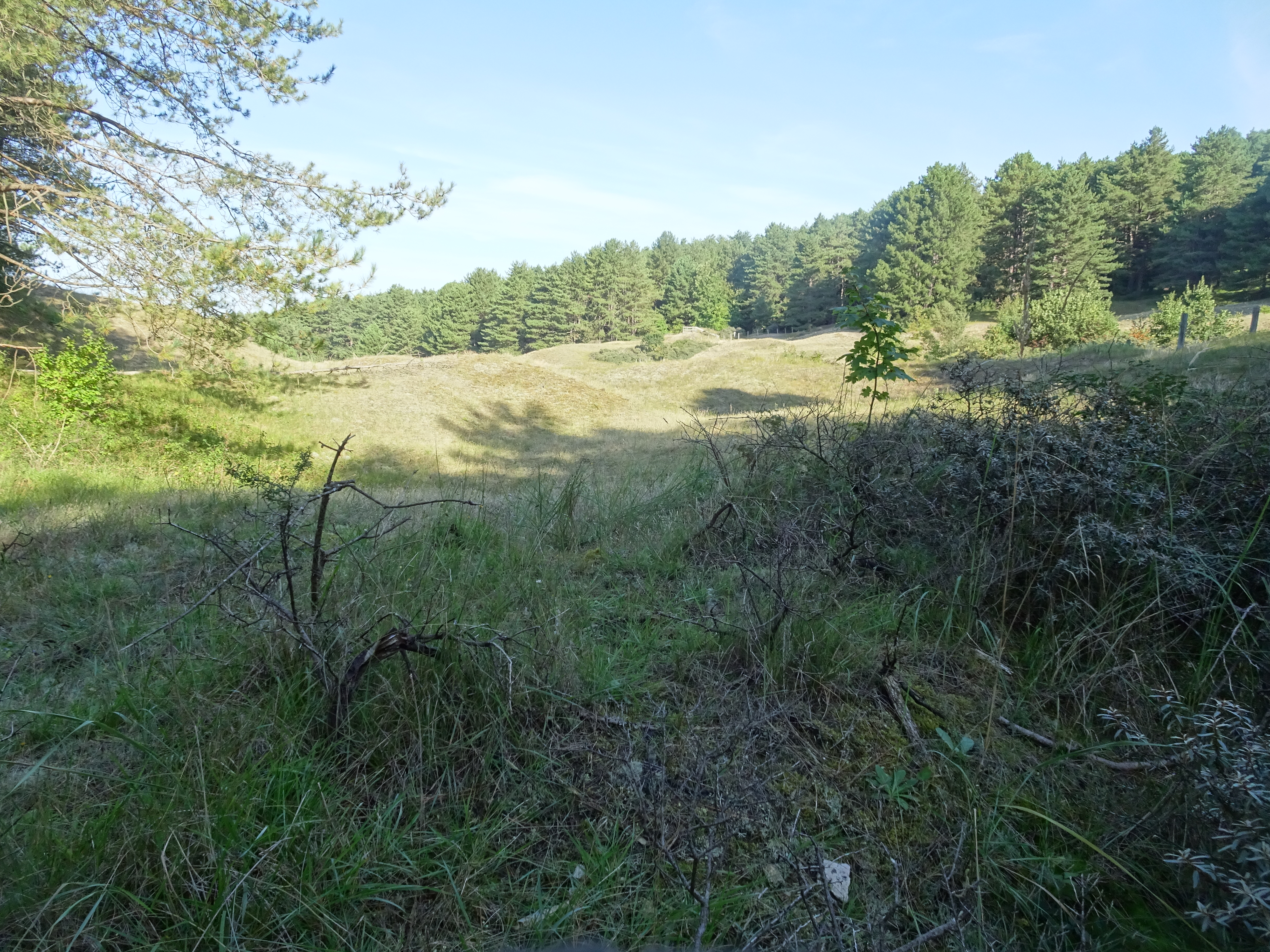
Dunes du mont Saint-Frieux : pelouse et plantation de pins

Les sables littoraux du Quaternaire ont permis la construction des ensembles dunaires : des dunes calcarifères basses récentes et des dunes plus anciennes en partie plaquées sur la falaise fossile dans les matériaux du Crétacé (portion sud de la cuesta du Boulonnais).
Les dunes de morphologie picarde orientées perpendiculairement aux vents dominants forment un massif qui atteint 3 à 4 km d’épaisseur, échancré par les estuaires picards de la Canche et de l'Authie. Elles s'approvisionnent à un large estran sableux (outre les stocks sédimentaires qui transitent vers le nord). Entre Équihen et le nord de la baie de Canche, la superficie dunaire représente de 3 200 ha sur 15 km de rivage. La progression vers l’est a été ponctuellement stoppée par le relief du plateau crayeux de l'Artois se terminant en falaises mortes (dunes du mont Saint-Frieux, dunes d'Étaples). En revanche, les dunes plus méridionales sont séparées de la falaise morte ou des marais arrière-littoraux (bas champs) et peuvent atteindre 30 m d'altitude. Les bourrelets dunaires sont séparés par une plaine interdunaire.
De la mer vers l’intérieur des terres, tous les stades de développement des cordons dunaires se succèdent : dunes embryonnaire, blanche, grise, arbustive et arborée. La dynamique de construction des milieux est à la fois géomorphologique et écologique.
L’érosion littorale est de 0,25 à 0,4 m/an au niveau du massif du mont Saint-Frieux.

## Faune, flore et fonge

### Gestion
Le foncier appartient au Conservatoire de l'espace littoral et des rivages lacustres et le site est géré par le syndicat mixte Eden 62. Depuis le site du mont Saint-Frieux, plusieurs écosystèmes majeurs du littoral de la côte d'Opale sont visibles ou accessibles. Le site comprend 29 habitats (selon le Code Corine biotope et Arch[Quoi ?]).
Au pied du mont, plusieurs sources de la nappe de la craie alimentent des prairies humides, des bas marais et des étangs tourbeux. La dynamique naturelle tend à la fermeture du milieu par le boisement cependant des traces d'un bocage ancien (élevage, polyculture) sont encore perceptibles. Certaines parties du site sont pâturées par des animaux rustiques — vaches Highland cattle et Dexter ou poneys Highland et Shetland— sans interdiction de promenade pour le public. Les gestionnaires du site souhaitent retrouver l'influence des grands herbivores comme l'auroch sur les milieux forestiers. Des chablis artificiels permettent de faire des trouées de lumière entretenant une dynamique plus naturelle et favorisant la biodiversité des insectes. Cette gestion d'ouverture des milieux est favorable à l’alouette lulu (la plus forte population nicheuse de la région avec une vingtaine de couples). Au sud du mont, les pins noirs, sylvestres ou maritimes occupent les sols sableux tandis que les chênes, bouleaux et saules cendrés se partagent les sols calcaires.
Le site est un des plus riches en taxons remarquables du littoral régional : 119 taxons déterminants de ZNIEFF, 40 taxons sont protégés en Nord-Pas-de-Calais.

### Flore et végétation
Le patrimoine floristique des dunes du littoral du Nord-Pas-de-Calais est exceptionnel en raison de la présence d'espèces avec des populations parmi les plus importantes de France, de microclimat particulier, avec des espèces des rivages de la mer du Nord en limite sud de répartition comme la Violette de Curtis (Viola curtisii) ou d'espèces thermophiles à la faveur de sols secs et, de pannes dunaires (dépressions humides creusées par le vent, biotopes oligotrophes).
Les végétations (psammophiles, xérophiles et thermophiles, hygrophiles) du massif dunaire :
- ourlet à Sceau de Salomon odorant (association phytosociologique : Inulo conyzae - Polygonatetum odorati) ;
- fourré dunaire à chevrefeuille (Loniceretum periclymeni - xylostei sans l'argousier) rare en France et inféodé aux arrières-dunes ;
- pannes avec notamment la végétation amphibie du Samolo valerandi - Littorelletum uniflorae et pelouse de sables humides (Centaurio littorale - Saginetum moniliformis) comme le gazon amphibie à carex (Carici pulchellae - Agrostietum maritimae),
- mégaphorbiaies subhalophiles à Guimauve officinale (Althaea officinalis) et Œnanthe safranée (Oenanthe crocata) à l’embouchure des ruisseaux côtiers de Bronne, de Dannes, etc. ;
- marais tourbeux plus continentaux.

Les pannes vieillissent et se ferment en l’absence de dynamique dunaire suffisamment active  (déflation éolienne jusqu'au toit de la nappe phréatique).
L’intérêt floristique du site se traduit par la présence de la grande majorité des espèces potentielles des dunes littorales régionales (dunes sèches ou pannes et plaines humides). Des endémiques Nord-atlantiques comme la Laîche trinervée (Carex trinervis) et l’Érythrée littorale (Centaurium littorale) sont présentes en populations souvent abondantes. Le Rubanier nain (Sparganium natans), menacé de disparition au niveau régional, et le Nardure unilatéral (Nardurus maritimus), très rare dans la région, sont à signaler.
Sept taxons protégés au niveau européen ou national sont à signaler : Ache rampante (Helosciadium repens), Liparis de Lœsel (Liparis loeselii) disparu récemment des pannes dunaires, Littorelle des marais (Littorella uniflora), Pyrole maritime (Pyrola rotundifolia subsp. maritima), Violette de Curtis (Viola saxatilis subsp. curtisii), Chou marin (Crambe maritima), Grande douve (Ranunculus lingua).
D'autres taxons sont recensés par l'INPN (ZNIEFF) ou le syndicat mixte : 
- la Centenille naine (Anagallis minima), très rare dans la région et présente sur les sables dunaires décalcifiés ;
- le Céphalanthère à longues feuilles (Cephalanthera longifolia), orchidée très menacée dont une seule autre station est connue en région Nord-Pas de Calais ;
- le rarissime Rubanier nain (Sparganium natans), très menacé au niveau régional ;
- le Nardure unilatéral (Nardurus maritimus), taxon très rare dans la région ;
- et enfin, une curieuse station d’un taxon méditerranéen naturalisé, en aire totalement disjointe : le Scirpe jonc (Scirpoides holoschoenus subsp. holoschoenus).

### Fonge
714 espèces de fonges et 26 de lichens sont présentes (relevés Eden62).

### Faune
Selon le syndicat mixte Eden 62, sont présentes sur l'ensemble des écosystèmes du site : 706 espèces d'insectes, 11 d'amphibiens, 2 de reptiles, 165 d'oiseaux  et 32 de mammifères dont 8 chiroptères.
L'ensemble des écosystèmes littoraux et des coteaux calcaires constitue une entité remarquable sur le plan écologique complétée par différentes galeries souterraines d'origine militaire (et de blockhaus) qui abritent une communauté de chauves-souris, de niveau d’intérêt national. Trois espèces déterminantes de chauves-souris sont à signaler : le Grand rhinolophe (en liste rouge nationale) et le Murin à oreilles échancrées (tous deux inscrits à l’annexe 2 de la Directive habitat) et l’Oreillard roux, peu commun dans le Nord-Pas-de-Calais (suivis Eden 62).

## Histoire et légendes

### De l'époque médiévale auXIXesiècle

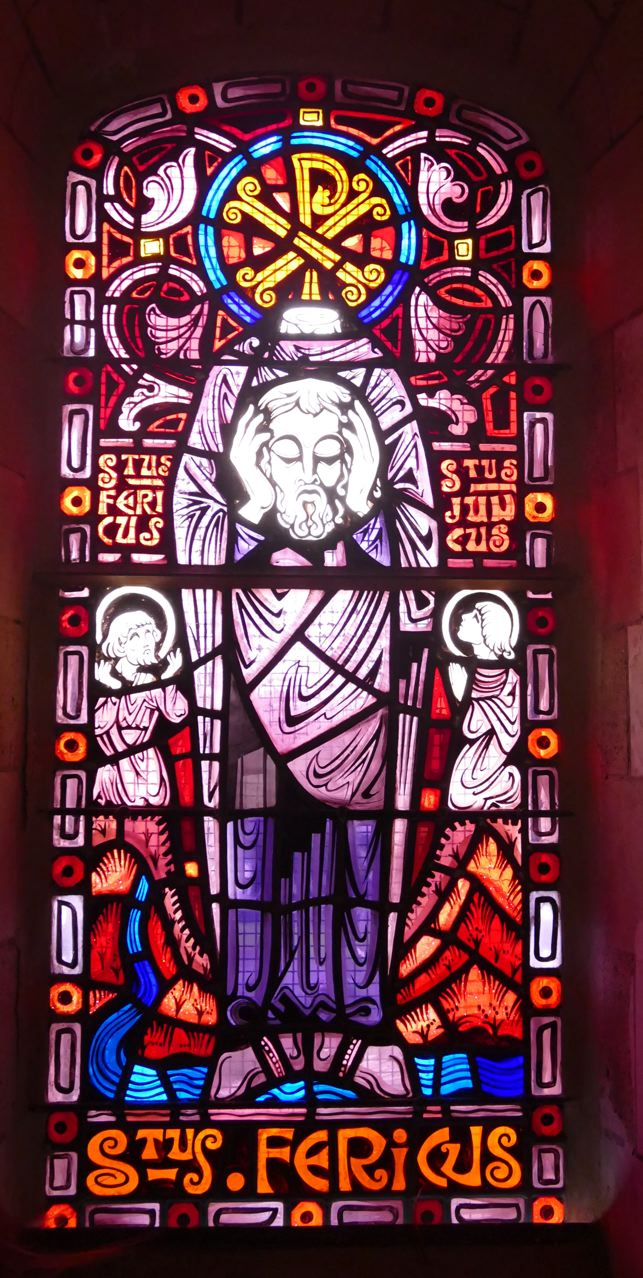
Vitrail de l'église saint-Martin de Dannes : saint Frieux portant sa tête

Le site tient son nom de l'anachorète Frieux (ou Frioc, Fericus), frère de saint Josse. Au début du Moyen Âge, saint Frieux surveillait les Vikings du haut de ce mont et prévenait les habitants de leur arrivée. Au VIIe siècle, le saint breton avait établi un ermitage au sommet du mont qui porte aujourd'hui une antenne relais pour le suivi du trafic dans la Manche. L'église de Dannes possède un vitrail au-dessus du portail d'entrée représentant le saint portant sa tête coupée. L'ermite réputé avait attiré la convoitise de brigands qui dépités de n'avoir rien pu lui prendre, lui coupèrent la tête. Le saint est associé à un autre épisode : Gérard de Waben et sa troupe en quête de pillage de la riche abbaye de Saint-Josse passent par Bellefontaine où le comte de Bourgogne possède un pavillon de chasse et étanchent leur soif à une des sources qui sourd du plateau et c'est alors que le vassal du comte de Boulogne est happé dans la source par un bras sortant de l'eau, il meurt peu après. Le comte Renaud de Dammartin apprenant la fin de son vassal s'en va faire repentance à l'abbaye de Saint-Josse (près de Montreuil). Saint Frieux est ainsi aussi représenté par un bras sortant d'une source.
Pendant le Moyen Âge, les dunes mal fixées par l'oyat restent mouvantes et représentent une menace d'ensablement des villages et des cultures. Avec la Révolution, la crise sociale et écologique se traduit par l'arrachage de l'oyat et la reprise de la mobilisation des sables. Les oyats tiennent une place importante dans les accords entre populations et seigneurs. Le boisement des dunes s'opère essentiellement au XIXe siècle. La forêt est privée. Pins maritimes et laricio alternent avec les trembles, bouleaux et frênes, etc.

### Les grands propriétaires
Au XVIIIe siècle, la progression des dunes littorales ensevelit des villages et des hameaux comme celui de Bellefontaine qui disparaît de la carte et l'autorité royale prend alors des mesures de protection des massifs par le boisement pour tenter de limiter l'avancée des sables.

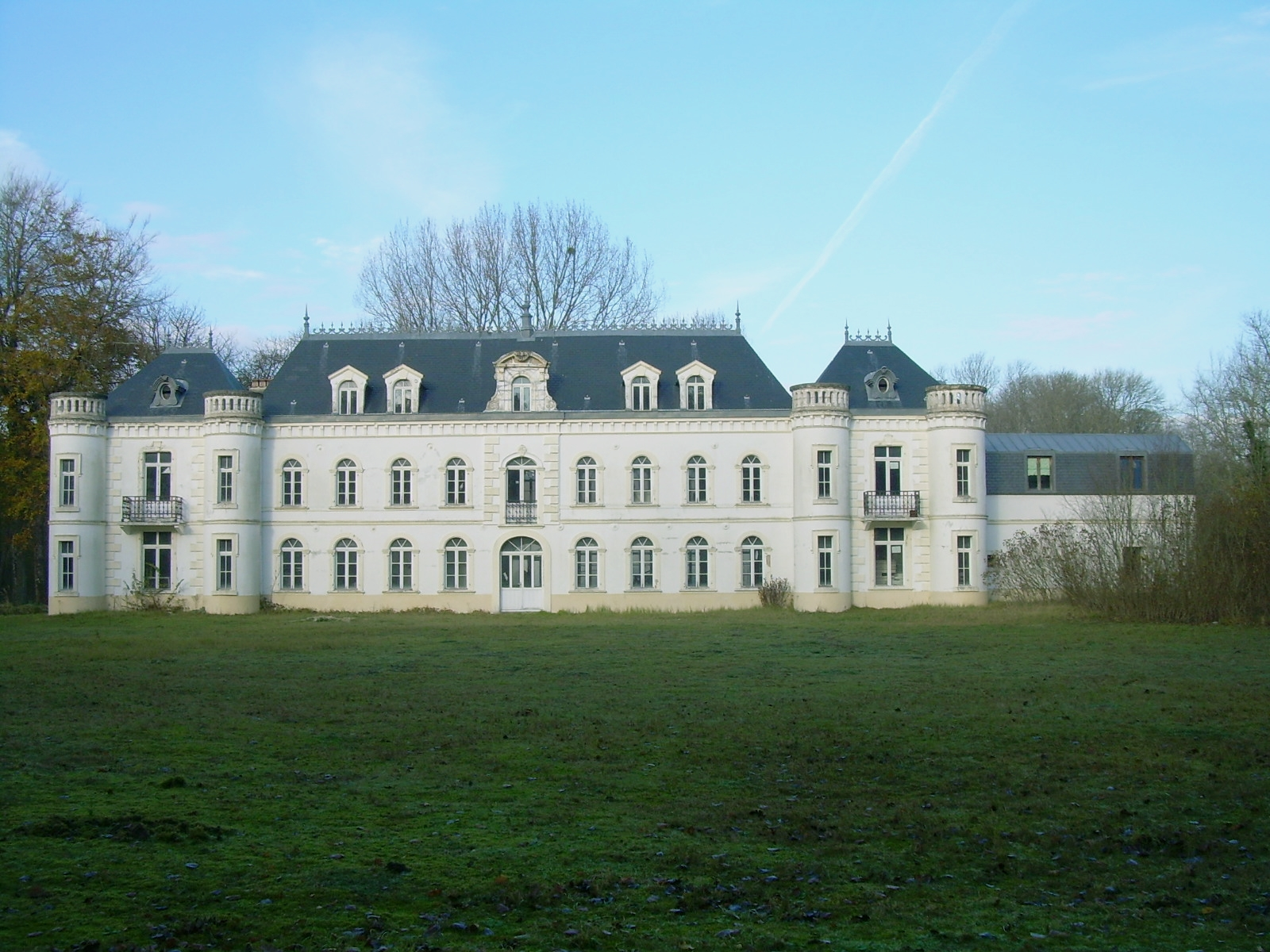
Château de Dannes, ancien relais de chasse, site du Conservatoire du littoral ou salle des fêtes de Dannes

En 1823, la famille Sansot concède ses dunes à la famille Leroy Mabille. La plupart des dunes situées autour du mont Saint-Frieux appartenaient au début du XIXe siècle à la famille Leroy Mabille. En 1854, le site est un relais de chasse. La famille Leroy Mabille multiplie les essais de sylviculture pour boiser les dunes, favorisant la diversité en introduisant de nombreuses essences par plusieurs procédés : boutures de peuplier du Canada (1820-1830), graines de bouleaux et de frênes (1820-1850), plantations de pins en motte (meilleur marché que celle du semis), etc. Les pins maritimes résistant mieux au vent venant de la mer sont mêlés aux feuillus et plantés en lignes perpendiculairement au vent marin. La gestion est dynamique avec des pratiques d'éclaircies précoces, d'élagage, de recépage.

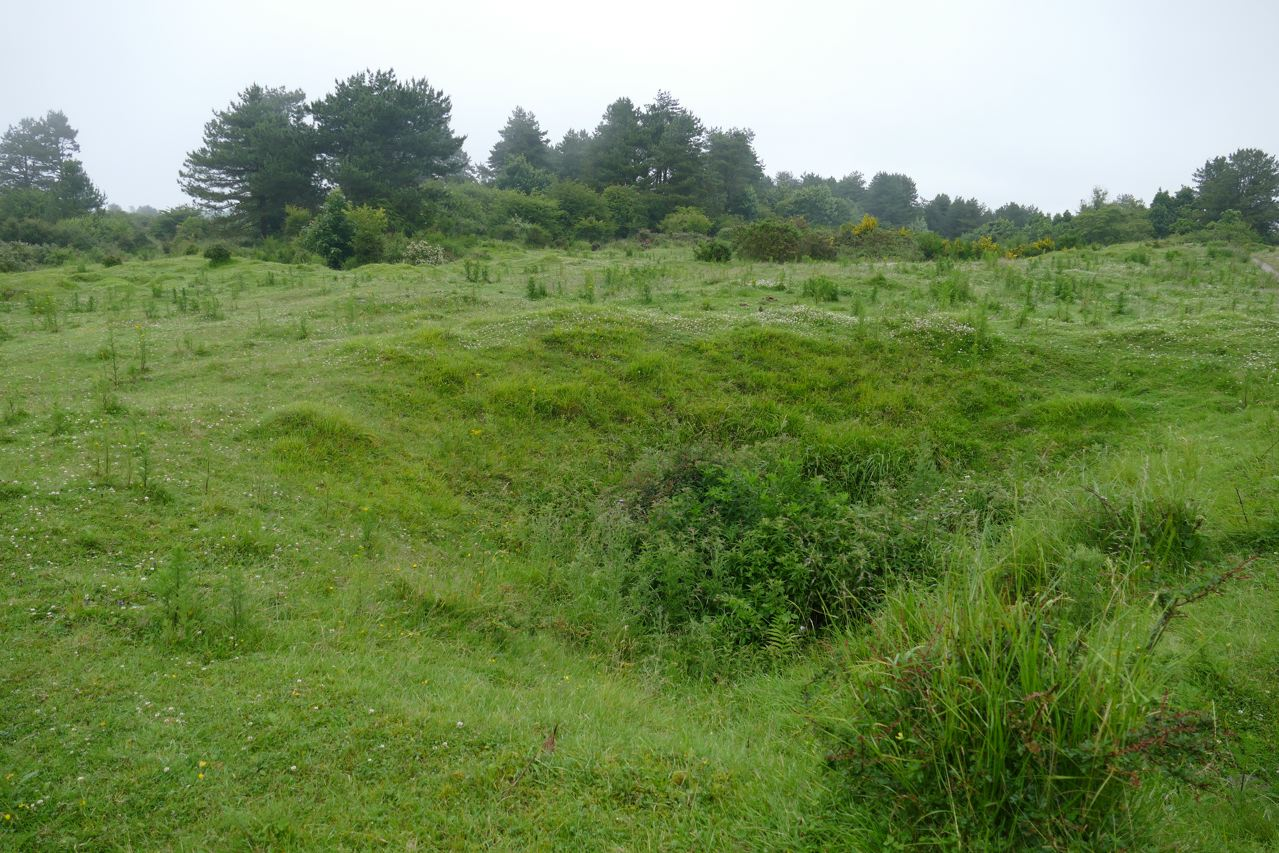
Trou de bombes de la Seconde Guerre mondiale

Les deux guerres mondiales ont laissé des cicatrices sur le site. Le mont Saint-Frieux sert de base militaire pour l'occupant (400 soldats cantonnés). L'Armée allemande aménage les abords du mont par des pistes (encore fonctionnelles dans certains secteurs). Un dépôt de munitions est construit par des Sud-Africains et des Chinois lors du premier conflit, des blockhaus et des chemins bétonnés réalisés par des déportés juifs. Après la Seconde Guerre mondiale et les impacts du mur de l'Atlantique (20 blockhaus), les dunes vives sont basses et étalées, les formes de remaniement éolien en arrière de la dune bordière sont particulièrement développées ; des couloirs de déflation transversaux et des langues sableuses (pourrières) s'allongent dans le sens des vents dominants, le sable progresse vers l'intérieur en noyant la végétation. Les fonds humides (pannes) sont végétalisés par l'argousier et des fourrés hygrophiles. Les coupes forestières de la guerre ont laissé de nettes clairières (mis en évidence par les clichés de la mission aérienne de 1947).
La mission aérienne de 1989 montre la progression de la végétation forestière. Les infrastructures allemandes s'estompent sous l'effet de la dynamique de reconquête. Les résineux dominants et les frênes, bouleaux et érables voire les peupliers ont progressé sur les sables et les matériaux calcaires.

### Protection des milieux naturels
Les projets d'aménagement privés et publics concernant le site n'ont pas manqué. Les procédures de protections foncières ont permis au Conservatoire de l'espace littoral d'acquérir une grande partie du domaine (1987) mais quelques propriétaires privés conservent un droit de droit de chasse au XXe siècle. En 2015, 70 hectares de dunes sur Camiers sont intégrés au site du Conservatoire. La gestion du site revient au syndicat mixte Eden 62.
Le site était une chasse privée de la famille Cuvelier (grands industriels du Nord, cimenterie de Dannes) précédents propriétaires de plus de la moitié du site.
Dans les années 1980, une piste d'entraînement pour les concurrents du Paris-Dakar est envisagée, tout comme l'accueil d'un centre nucléaire. Le maire de Dannes s'y oppose. La mairie a également refusé au Conservatoire le droit de préemption avec la tentation d'une urbanisation (taxe foncière et emploi). La famille Leroy (groupe Leroy Merlin) achète 200 hectares dont le château pour faire un centre de remise en forme pour ses cadres. Le code forestier bloque le projet, la famille Leroy vend au Conservatoire du littoral. Le château héberge la salle des fêtes de Dannes et des locaux pour le Conservatoire et du syndicat mixte.
Alors que Jacques Durand, fondateur de la cristallerie d'Arques, possède un grand camping pour ses salariés près de la plage de Sainte-Cécile et souhaite l'agrandir. Une entente se fait avec le Conservatoire de l'espace littorale et des rivages lacustres et le camping est installé dans la zone boisée sous forme d'alvéoles.
Un projet de golf et d'immobilier porté par la banque Scalbert-Dupont est stoppé car il implique le drainage de l'eau de la dune et l'usage de pesticides donc la modification des écosystèmes (selon Eden 62).